# Juice=Juice
Juice=Juice este un grup japonez de muzică pop, înființat în 2013 și compus doar din fete. Grupul a lansat două cântece „indie”, iar debutul a avut loc la 11 septembrie 2013.
Juice=Juice a devenit celebru în Japonia încă de la prima melodia lansată. Are șapte membri. Grupul face parte din Hello! Project, împreună cu alte trupe, cum ar fi Morning Musume, Cute și Berryz Kobo.

## Membri
- Ruru Dambara
- Yume Kudo
- Riai Matsunaga
- Rei Inoue
- Ichika Arisawa
- Risa Irie
- Kisaki Ebata
- Sakura Ishiyama
- Akari Endo
- Mifu Kawashima

## Foști membri
- Aina Otsuka
- Nanami Yanagawa
- Yuka Miyazaki
- Karin Miyamoto
- Sayuki Takagi
- Tomoko Kanazawa
- Manaka Inaba
- Akari Uemura

## Legături externe
- Situl oficial ja
- Canalul oficial la Youtube